# Euskirchen járás
Euskirchen járás egy járás Észak-Rajna-Vesztfália tartományban. 

## Városok és Községek

mini

### Városok
- Bad Münstereifel
- Euskirchen
- Mechernich
- Schleiden
- Zülpich

### Községek
- Blankenheim
- Dahlem
- Hellenthal
- Kall
- Nettersheim
- Weilerswist

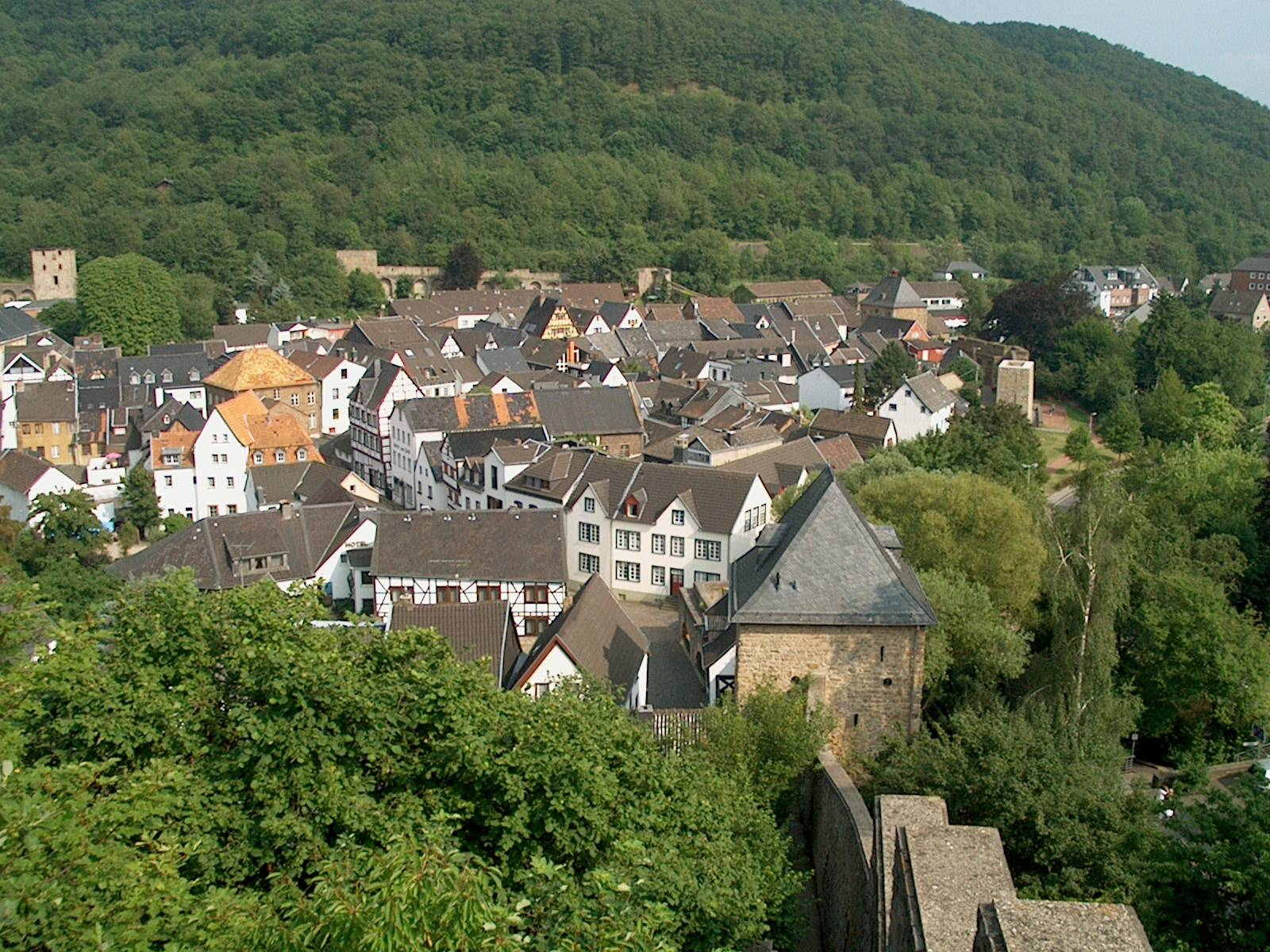
Bad Münstereifel
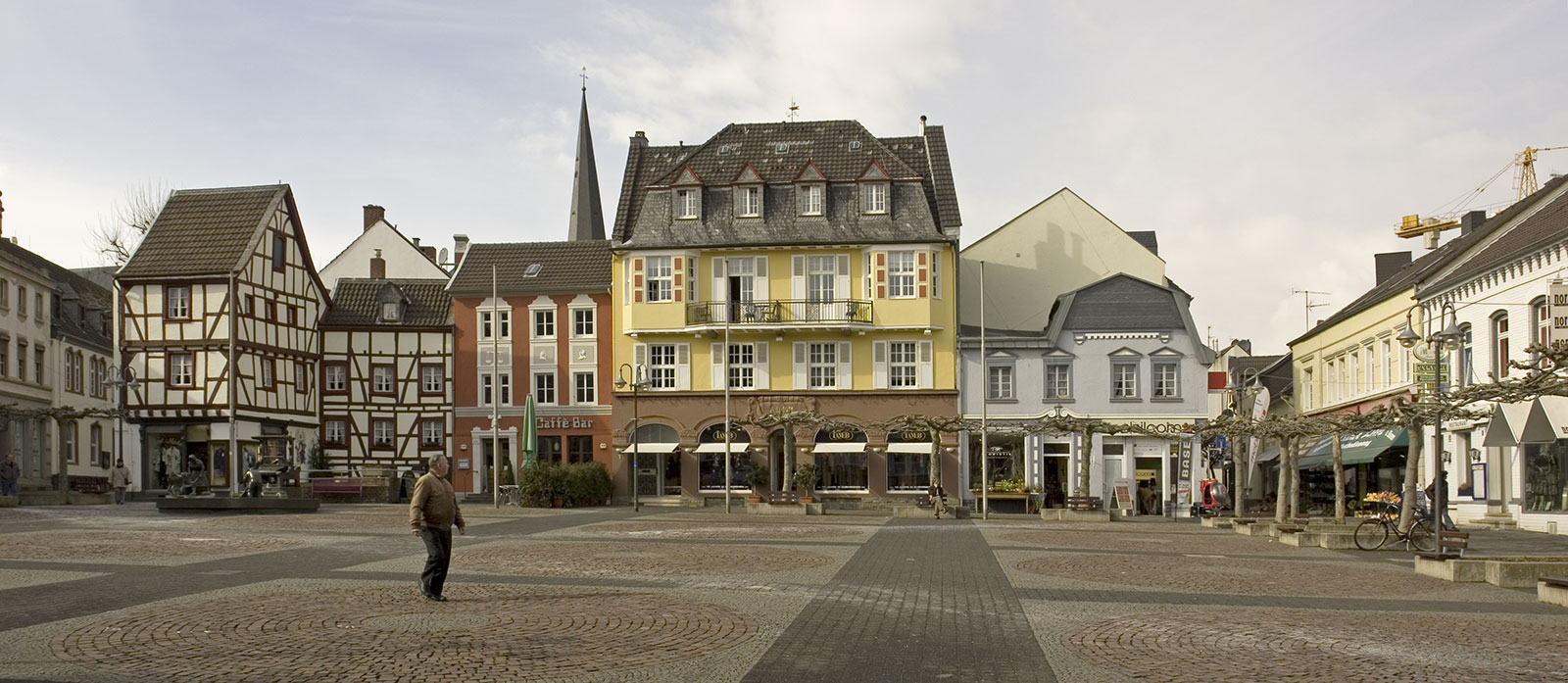
Euskirchen
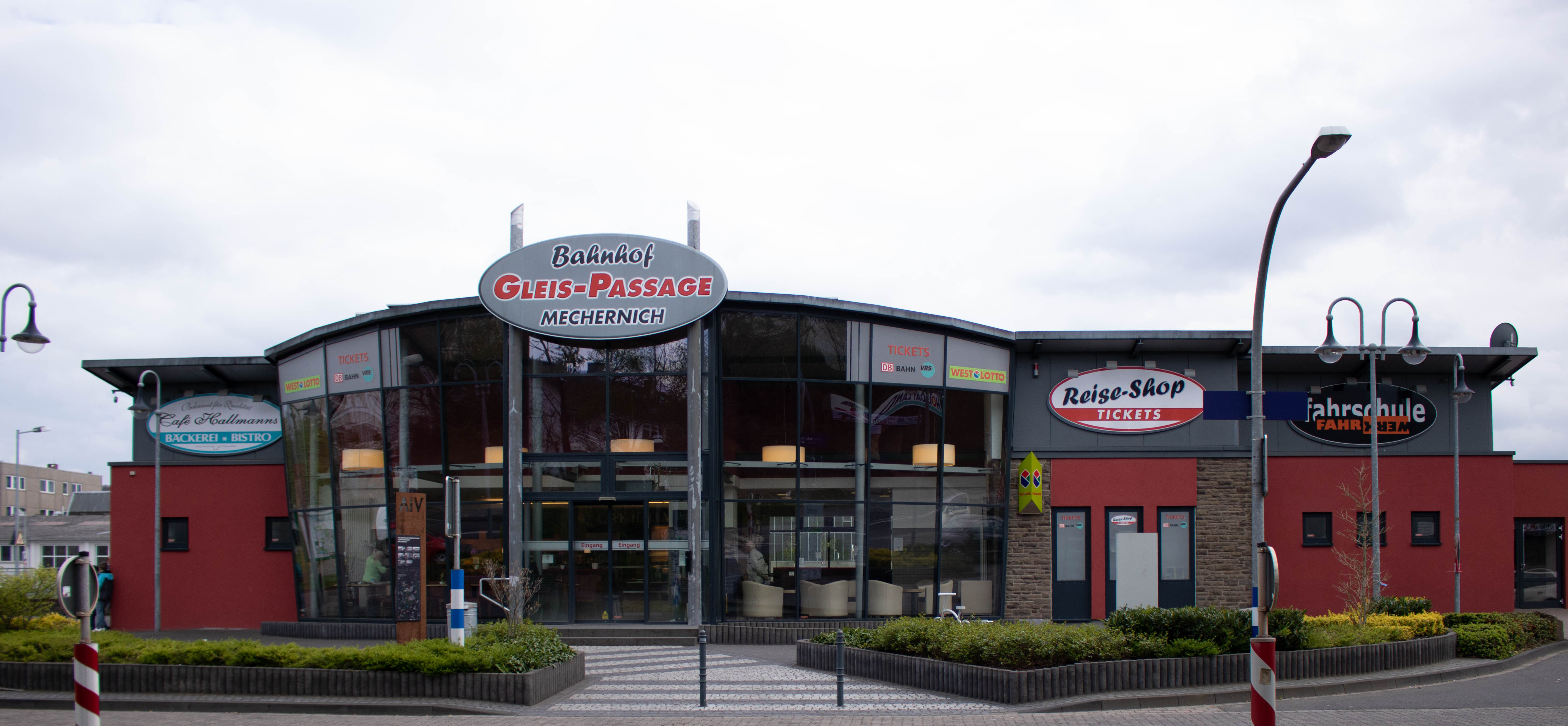
Vasútállomás  Mechernich
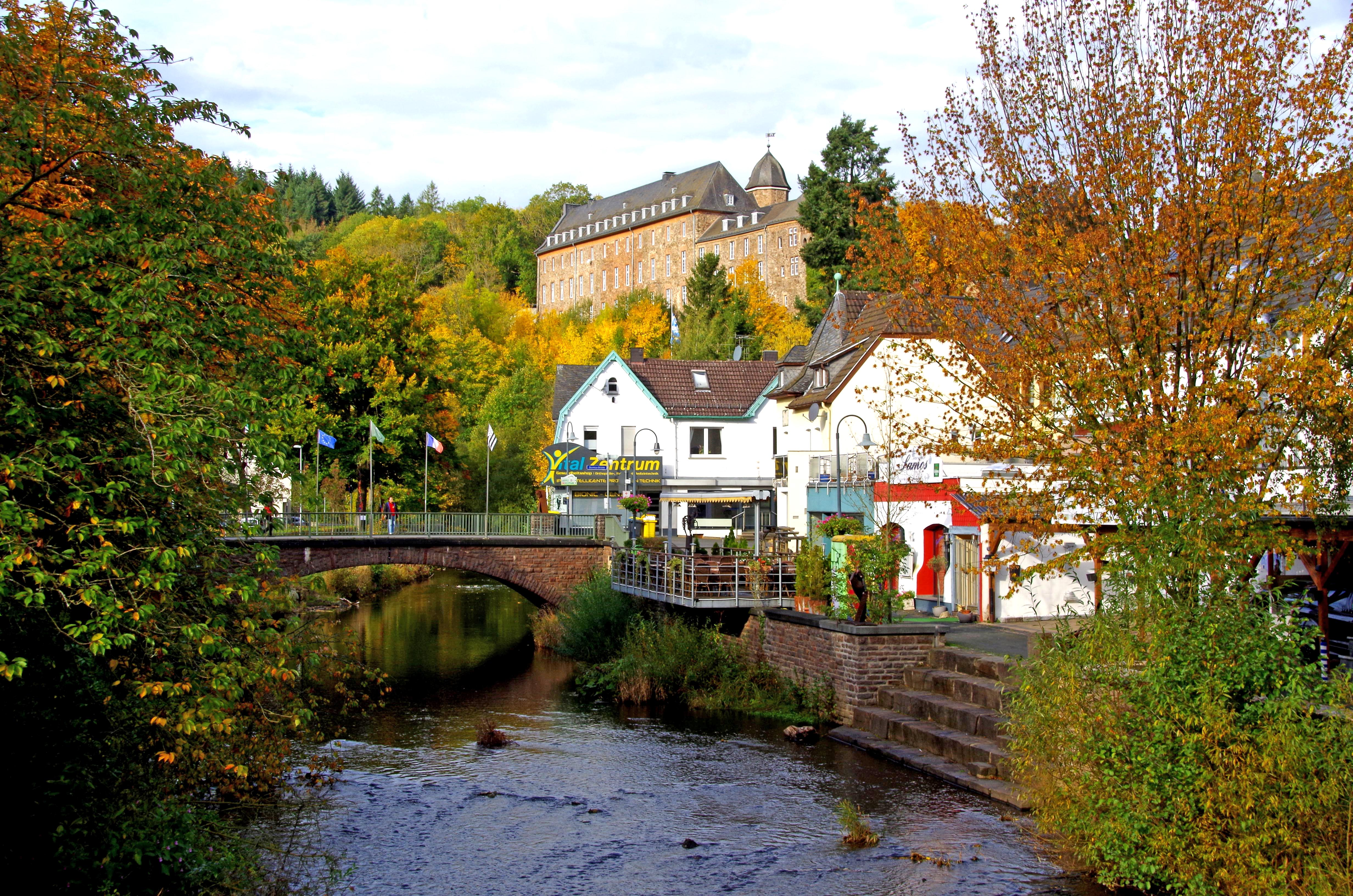
Schleiden
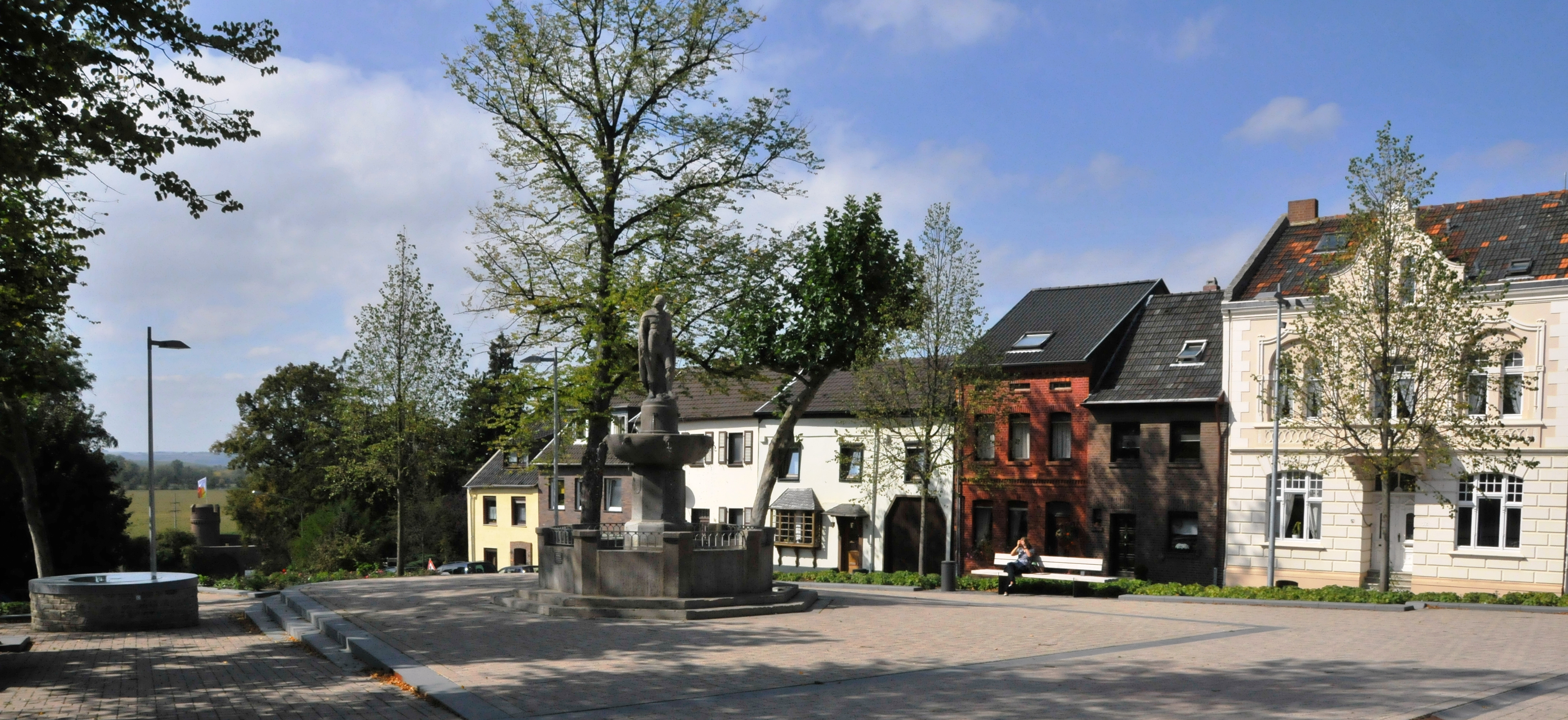
Zülpich
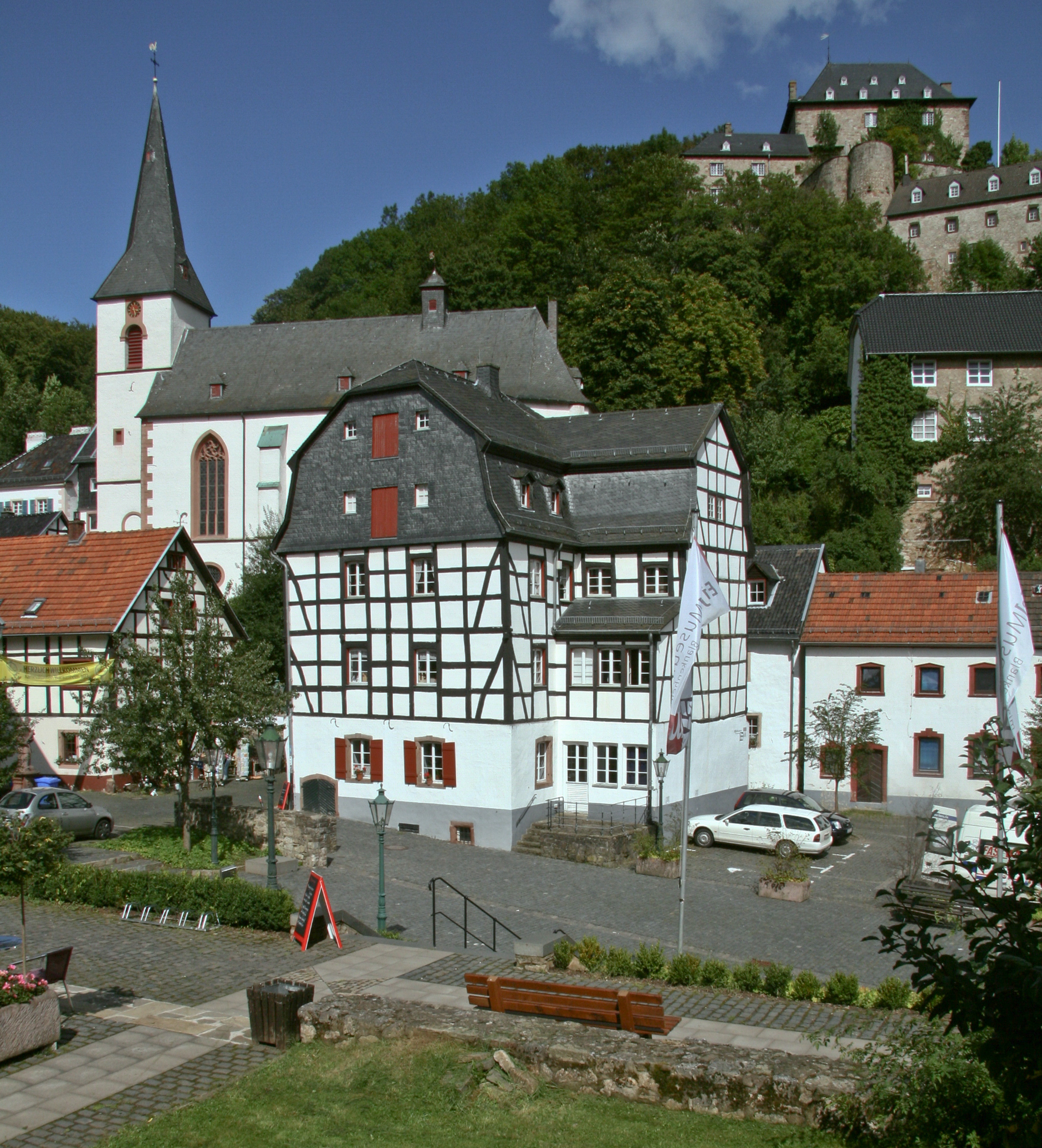
Blankenheim
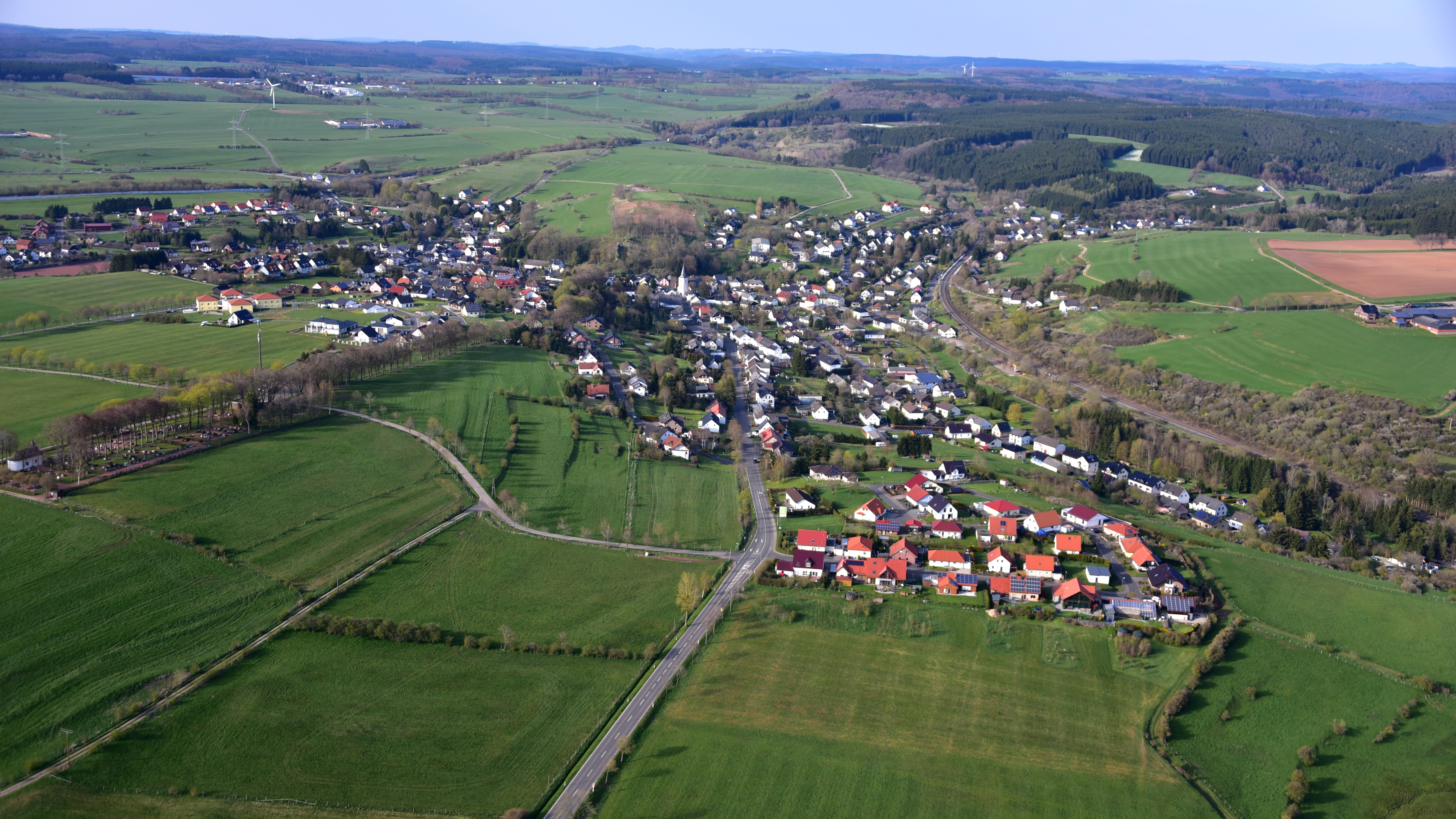
Dahlem
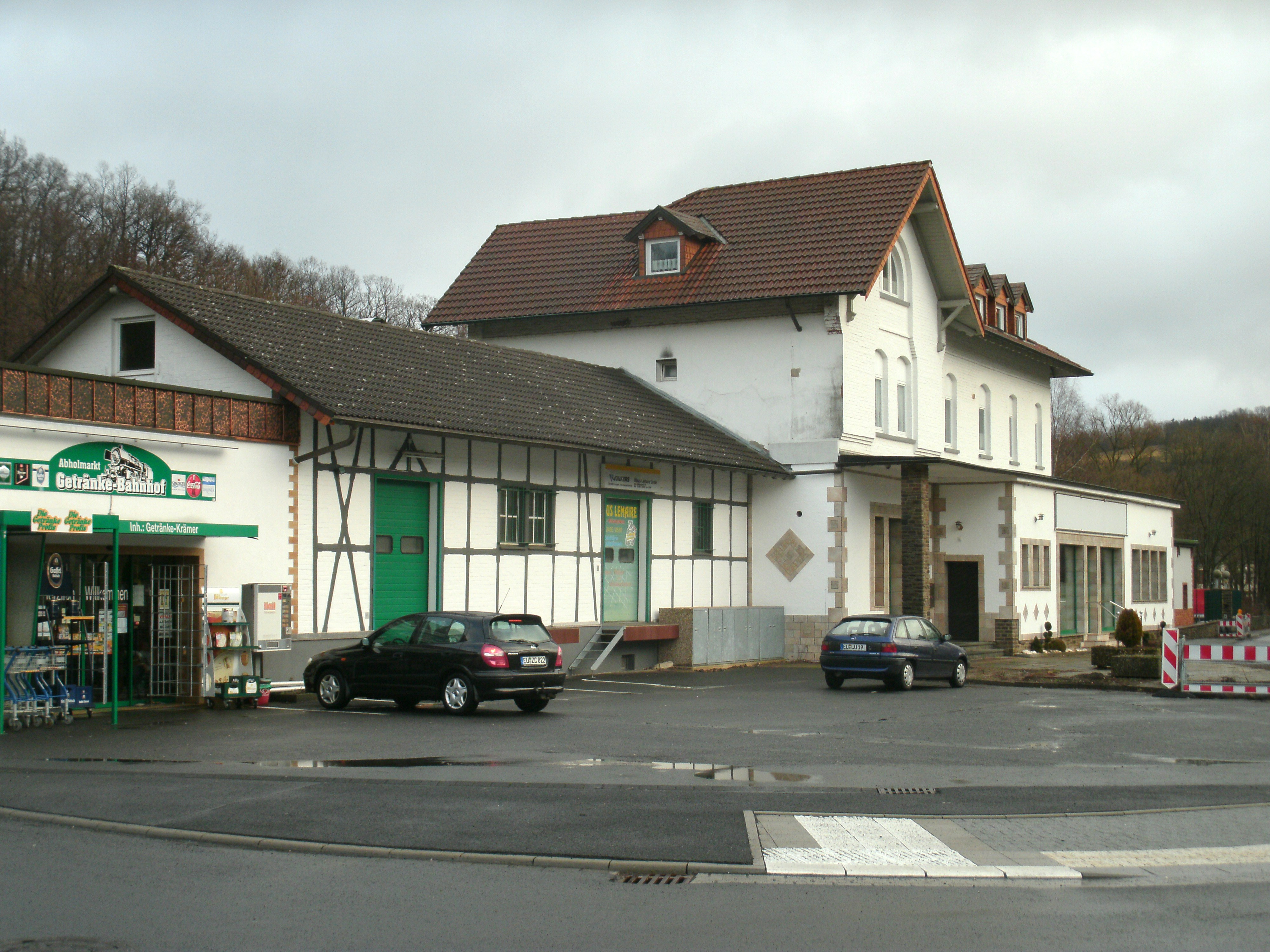
Vasútállomás  Hellenthal
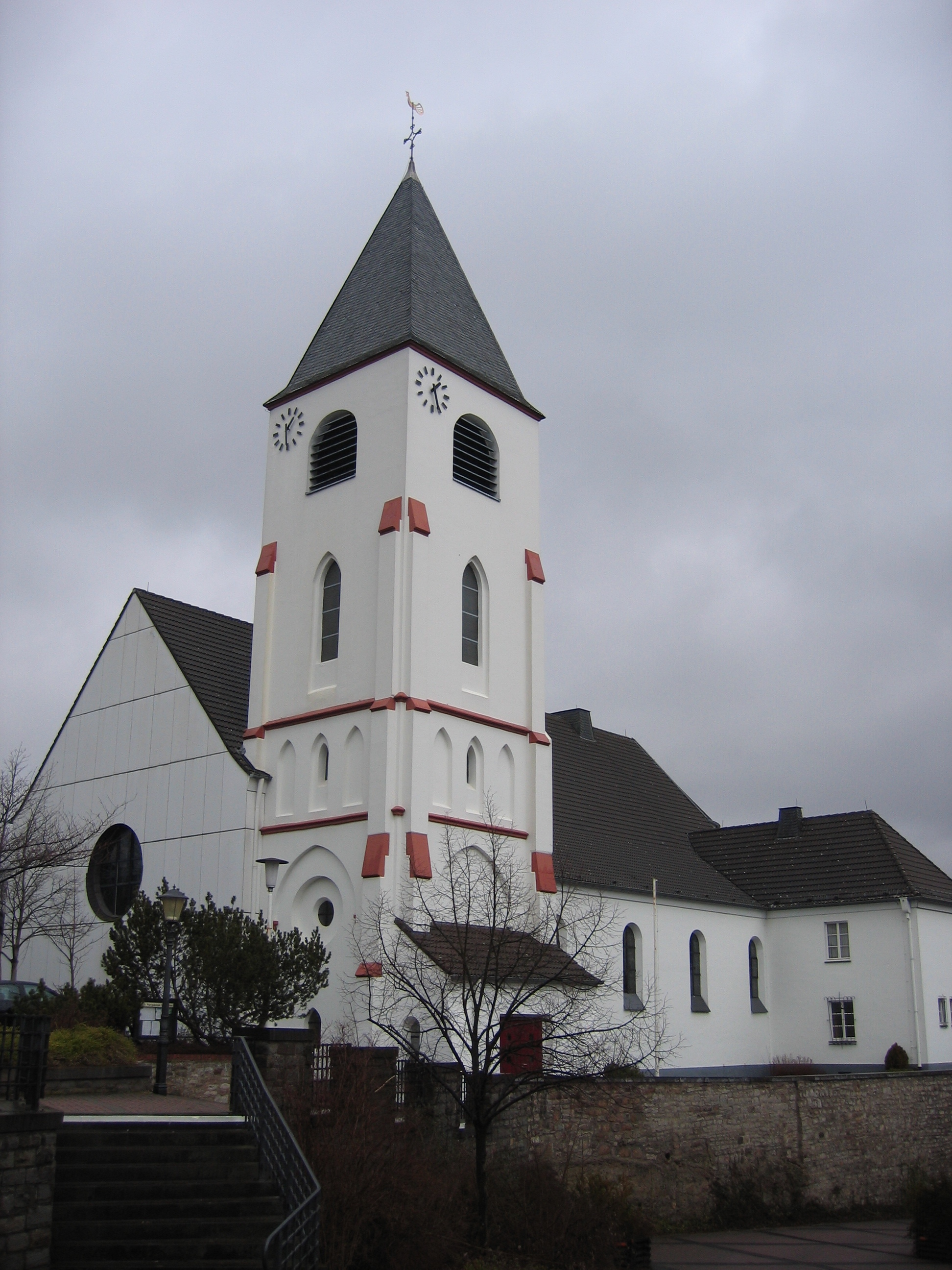
Kall
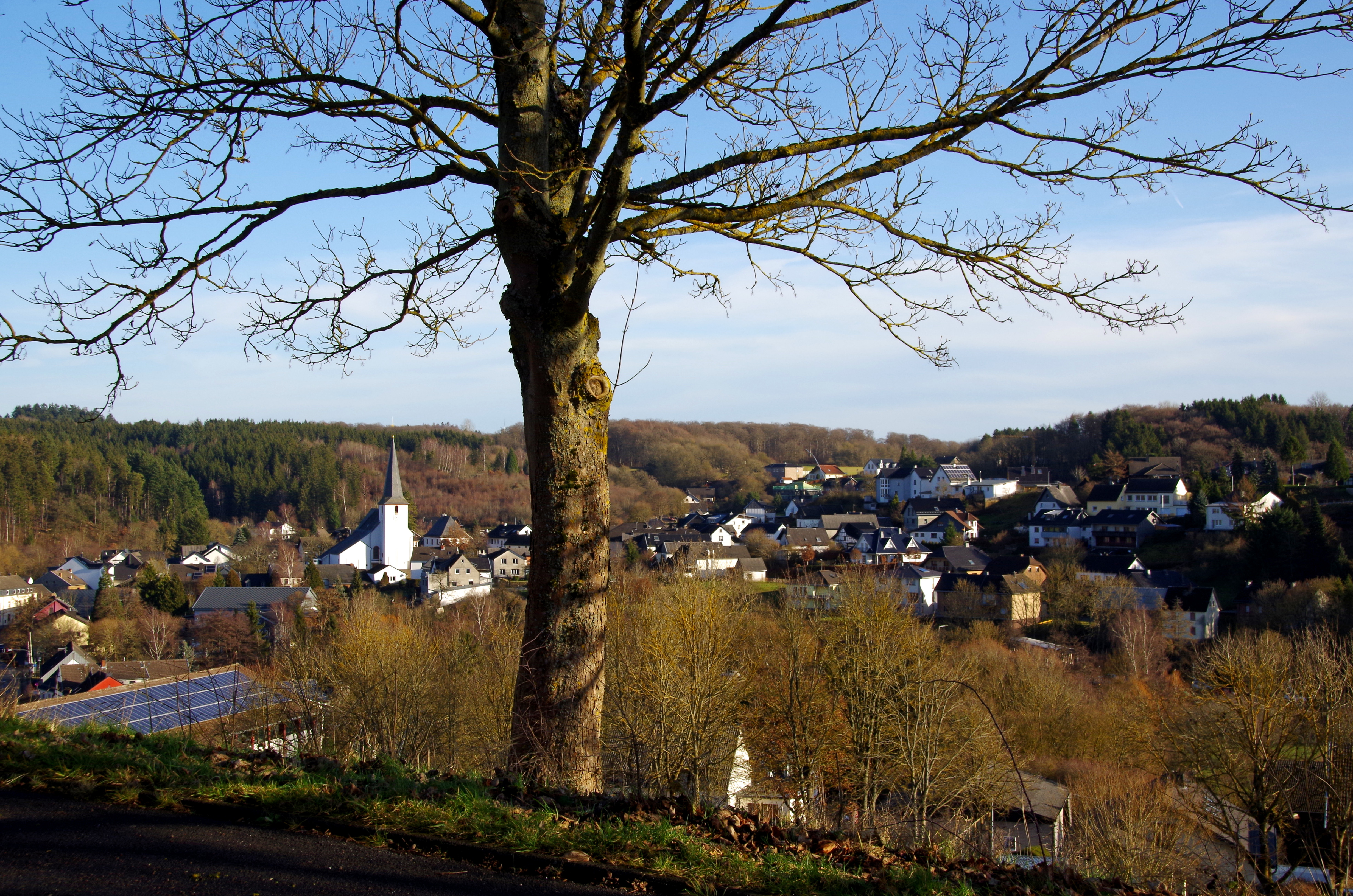
Nettersheim
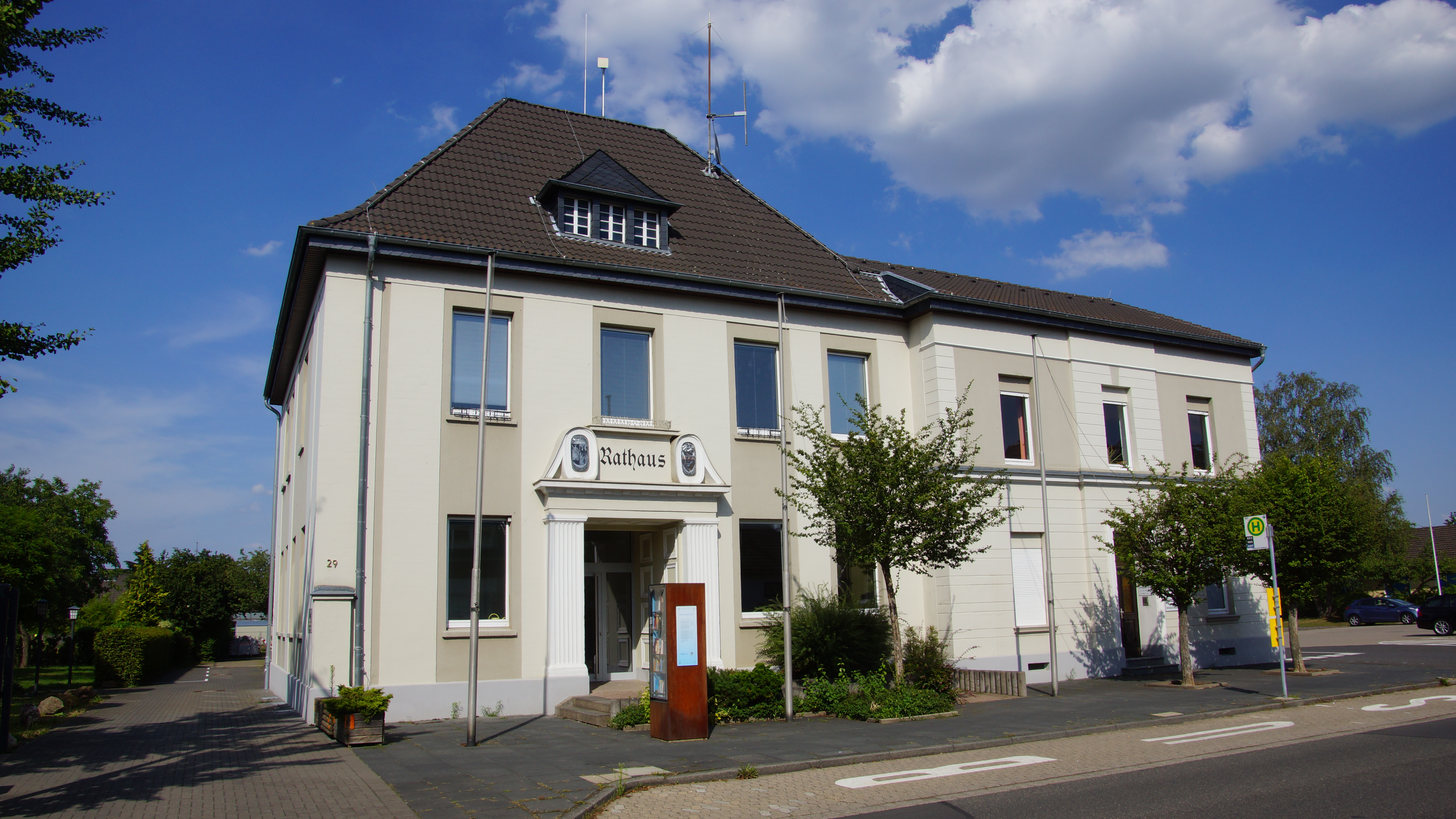
Weilerswist városháza

## Fordítás
- Ez a szócikk részben vagy egészben  a   Kreis Euskirchen című német Wikipédia-szócikk fordításán alapul.  Az eredeti cikk szerkesztőit annak laptörténete sorolja fel. Ez a jelzés csupán a megfogalmazás eredetét és a szerzői jogokat jelzi, nem szolgál a cikkben szereplő információk forrásmegjelöléseként.